# 锡亚克
锡亚克（法語：Silhac，法語發音：[sijak]）是法国阿尔代什省的一个市镇，属于罗讷河畔图尔农区。

## 地理
锡亚克（44°52'52"N, 4°36'24"E）面积22.71 平方千米，位于法国奥弗涅-罗讷-阿尔卑斯大区阿尔代什省，该省份为法国东南部内陆省份，北起顺时针与卢瓦尔省、伊泽尔省、德龙省、沃克吕兹省、加尔省、洛泽尔省和上盧瓦爾省接壤。
与锡亚克接壤的市镇（或旧市镇、城区）包括：沙朗孔、埃里约河畔迪尼耶尔、圣阿波利奈尔-德里亚斯、圣让尚布尔、圣于连勒鲁、圣莫里斯昂沙朗孔、圣米歇尔-德沙布里亚努、维瓦赖地区韦尔努。

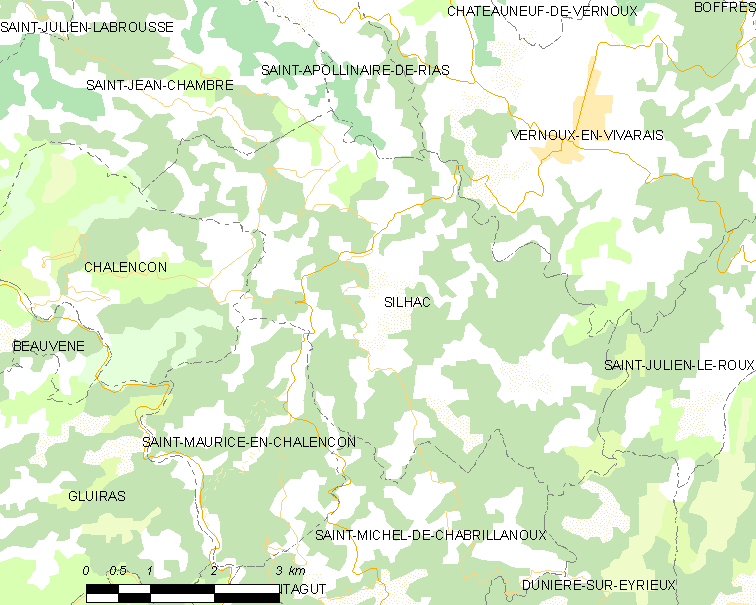
锡亚克的OSM定位图

锡亚克的时区为UTC+01:00、UTC+02:00（夏令时）。

## 行政
锡亚克的邮政编码为07240，INSEE市镇编码为07314。

## 政治
锡亚克所属的省级选区为罗讷-埃里约县。

## 人口

1962-2008年间锡亚克人口变化图示

锡亚克于2022年1月1日时的人口数量为399人。